# Méthode de Householder
« Itération de Householder » redirige ici. Pour les autres significations, voir Itération (homonymie).
En analyse numérique, la méthode de Householder désigne un algorithme de recherche d'un zéro d'une fonction utilisé pour les fonctions d'une variable réelle dérivables deux fois et à dérivée seconde continue (i.e. C2).
L'algorithme est itératif et de convergence cubique ; il se généralise à des fonctions Cn avec une convergence d'ordre n + 1.
Il doit son nom à son inventeur, le mathématicien Alston Scott Householder.

## Énoncé
Soit f une fonction C² et a un zéro de f. La méthode de Householder consiste à itérer :
{\displaystyle x_{k+1}=x_{k}-{\frac {f(x_{k})}{f'(x_{k})}}\times (1+h_{k})}
avec
{\displaystyle h_{k}={\frac {f(x_{k})f''(x_{k})}{2f'(x_{k})^{2}}}}
à partir d'une estimation x0 de a.
On retrouve la méthode de Halley en remplaçant (1 + hk) par 1/(1 − hk) pour hk << 1 dans la relation de récurrence ci-dessus.

## Généralisation
Les méthodes Householder généralisent la méthode de Newton (cas n = 0) et la méthode de Halley (cas n = 1) dans le cas d'une fonction Cn + 1 :
{\displaystyle x_{k+1}=x_{k}+(n+1){\frac {(1/f)^{(n)}(x_{k})}{(1/f)^{(n+1)}(x_{k})}}}
Leur vitesse de convergence est d'ordre n + 2.